# Johann Arnold Nering
Johann Arnold Nering (auch: Nehring) (* 13. Januar 1659 in Wesel; † 21. Oktober 1695 in Berlin) war ein kurfürstlich brandenburgischer Architekt.

## Leben
Seine Ingenieursausbildung fand vermutlich in Holland statt. Bildungsreisen führten ihn in den Jahren 1677 bis 1679 bis nach Italien.
Bereits ab 1682 beteiligte Nering sich am Bau des Köpenicker Jagdschlosses, wo ihm das Tor, die Schlosskapelle und die Galerie (?) zugeschrieben werden. Noch unter der Herrschaft des Großen Kurfürsten Friedrich Wilhelm wurde er 1684 zum kurfürstlichen Oberingenieur ernannt. Im folgenden Jahr erfolgte seine Berufung zum Ingenieur-Oberst im Generalstab. Der Kurfürst zog ihn unter anderem 1685 beim Neubau des Orangerie-Hauses am nordwestlichen Ende des Lustgartens des Berliner Stadtschlosses heran. 1687 entwarf er das Schloss Barby für Herzog Heinrich von Sachsen-Weißenfels.
Für den jungen Kurfürsten Friedrich III. (ab 1701 König Friedrich I.) trat Nering unmittelbar nach dessen Regierungsantritt 1688 in die Baukommission zur Anlage der neuen Friedrichstadt ein, wo er für die Prüfung aller Entwürfe der etwa dreihundert zweigeschossigen Bürgerhäuser verantwortlich war. Auf Nerings Einfluss ging aber auch die Anlage des Linden-Marktes zurück, eines Platzes, der heute als Gendarmenmarkt als schönster Platz Berlins gilt. Für das Schloss Oranienburg entwarf Nehring 1690 ein repräsentatives freistehendes Eingangsportal zum Schlossgarten.
Mit seiner Ernennung zum kurfürstlich-brandenburgischen Oberbaudirektor am 9. April 1691 bestimmte Nering die wesentlichen Bauten im vorköniglichen Berlin und Brandenburg, den Umbau und die Erweiterung von Schloss Oranienburg (1690–94), den Bau der Langen Brücke (heutige Rathausbrücke, 1692–95) und des Hetzgartens (1693).
Schon 1688 war Nehring mit der Planung des Berliner Zeughauses beauftragt worden, doch wegen Geldmangels legte Kurfürst Friedrich den Grundstein erst 1695 kurz vor Nerings frühem Tod. Der Zeughausbau wurde dann von seinem Nachfolger als Oberbaudirektor, Martin Grünberg, nachfolgend Andreas Schlüter und schließlich von Jean de Bodt weitergeführt und erst 1729 abgeschlossen.
Auch für die Parochialkirche lieferte Nehring 1694 die Baupläne, der Grundstein wurde am 15. August des Jahres 1695 gelegt, zwei Monate vor Nehrings Tod. Auch dieser Bau wurde von Grünberg in abgeänderter Form vollendet.
Nerings Arbeiten zeichneten sich durch niederländische und italienische Einflüsse aus, wie bereits an der Schlosskapelle Köpenick abzulesen. Sein Entwurf für die Parochialkirche gilt als eines der reifsten Werke des Architekten, wiederum verband er beide Stilrichtungen; als Hauptinspiration dienten offenbar die Nieuwe Kerk in Den Haag von Pieter Noorwits (1649/1656) und die Kirche Santa Maria della Consolazione in Todi (ab 1508).
Auf Nering geht auch der Entwurf für die Sommerresidenz der Kurfürstin Sophie Charlotte zurück, das später nach ihr benannte Schloss Charlottenburg. 1695 hatte ihr Gemahl ihr das Dorf Lietze/Lützow etwa sieben Kilometer vor Berlin geschenkt; noch im selben Jahr beauftragte Sophie Charlotte Nering mit der Planung und dem Bau eines kleinen Sommerschlösschens. Allerdings starb Nering schon einige Monate später, und Martin Grünberg übernahm die Ausführung des Ausbaus; der ab 1701 umfangreich erweiterte Mittelteil des Schlosses wird aber bis heute als Neringbau bezeichnet.
Auch dem Jagdschloss Friedrichshof bei Königsberg, später Groß Holstein genannt, lag ein Bauplan Nerings zugrunde (nach dem Vorbild des Schlosses Schönhausen bei Berlin).
Johann Arnold Nering starb 1695 im Alter von nur 36 Jahren in Berlin. Er wurde im Gruftgewölbe der Dorotheenstädtischen Kirche beigesetzt. Anlässlich des Neubaus der Kirche 1861–1863 kam es zur Bestattung seiner sterblichen Überreste auf dem anliegenden Kirchhof. Das Grabmal ging spätestens bei der Einebnung von Kirche und Kirchhof im Jahr 1965 verloren.
Zu Ehren des Baumeisters wurde 1892 die Nehringstraße in der Nähe des Schlosses Charlottenburg nach ihm benannt.

## Bilder

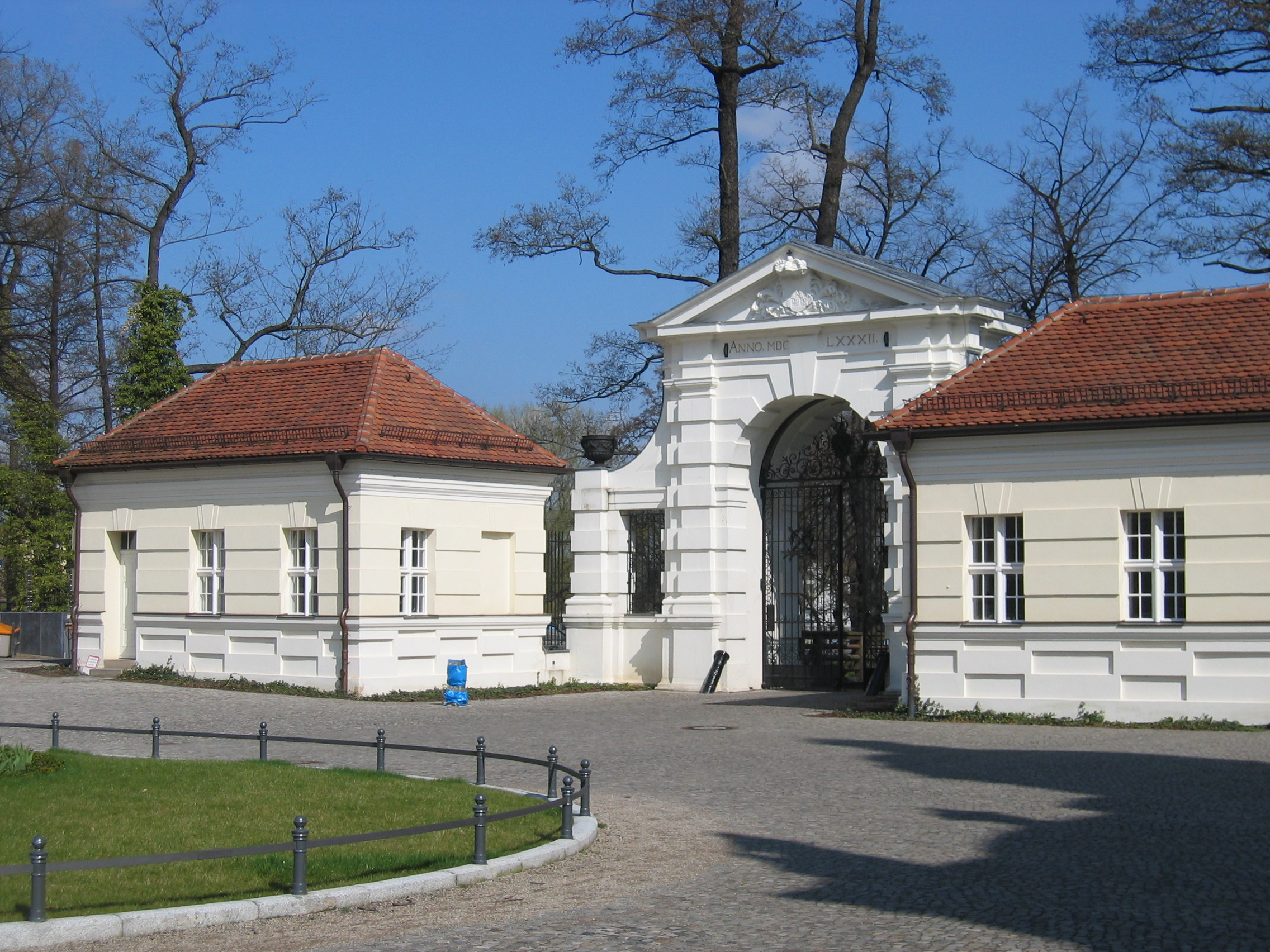
Schloss Köpenick, Tor
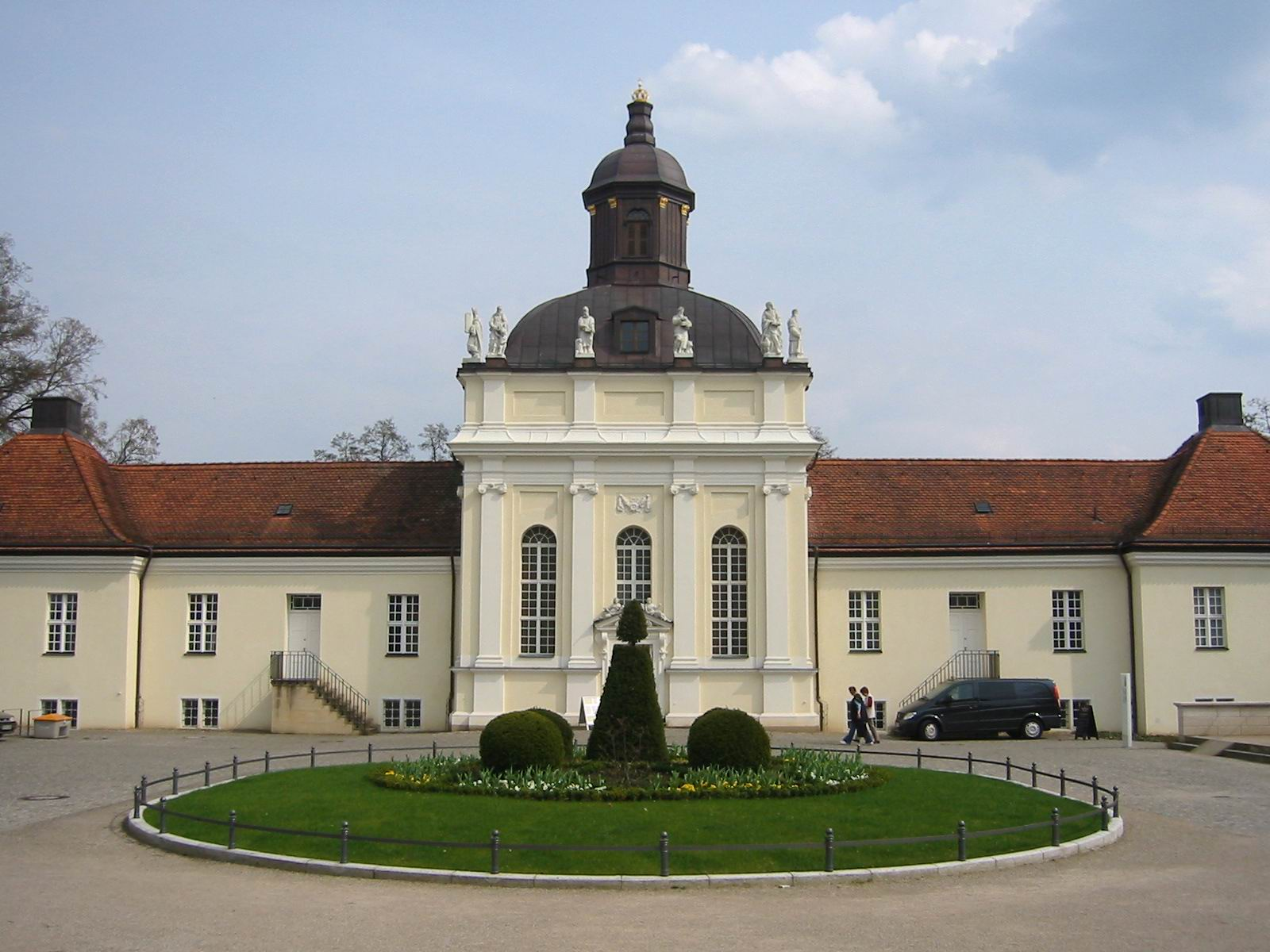
Schlosskapelle Köpenick
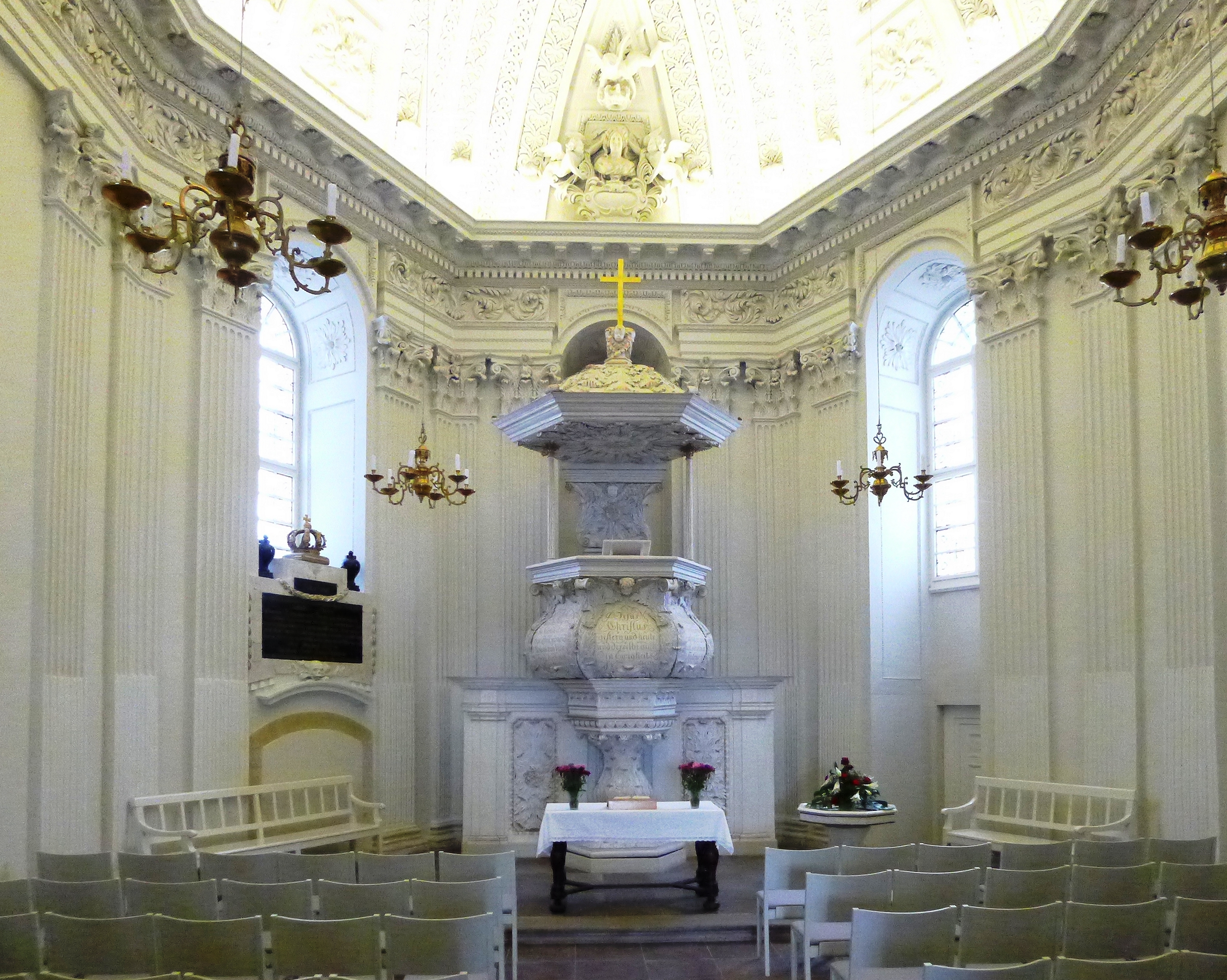
Innenraum der Schlosskapelle
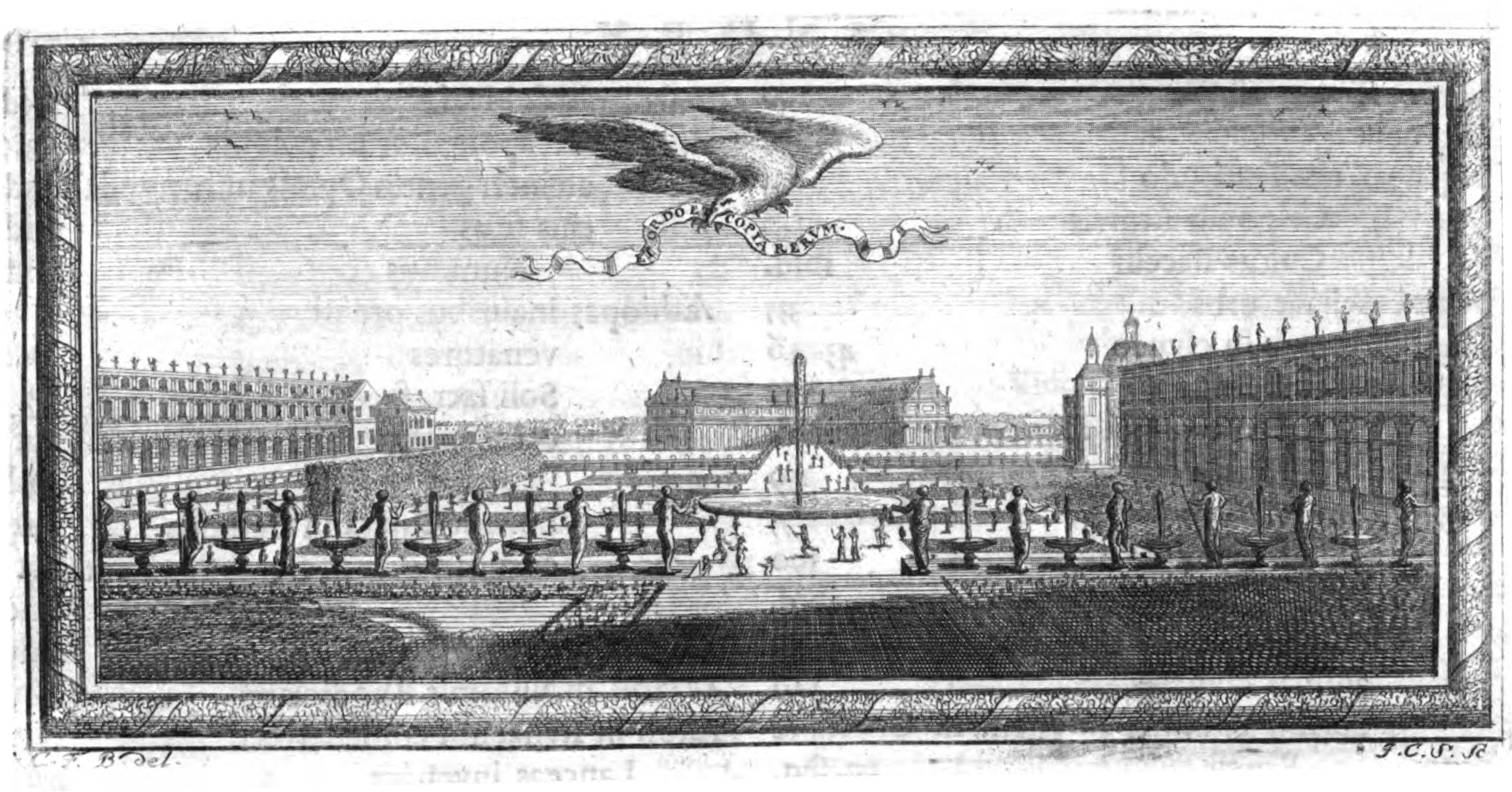
Lustgarten und Orangerie-Haus (Berlin) (um 1695)
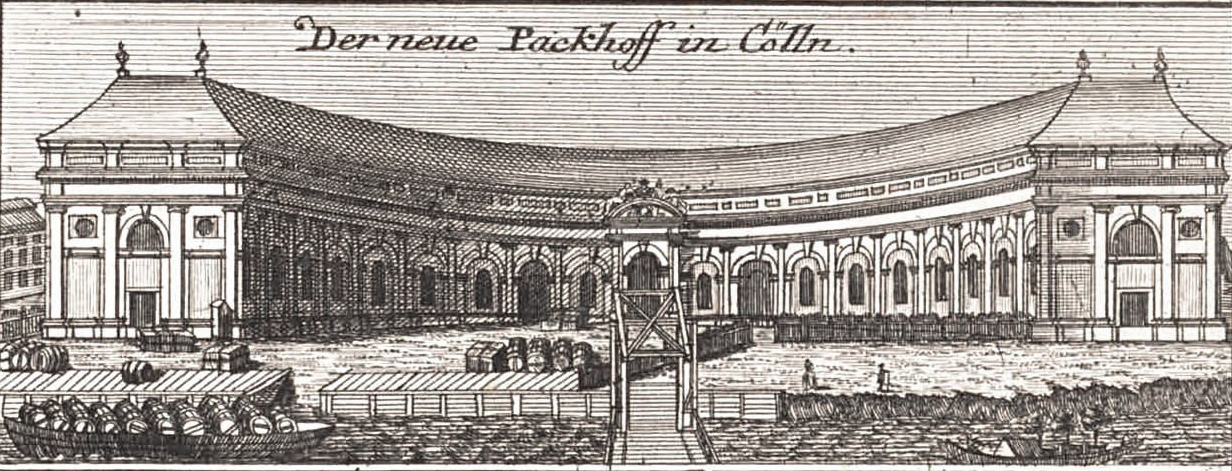
Das Orangerie-Haus (1757 als „Neuer Packhof“)
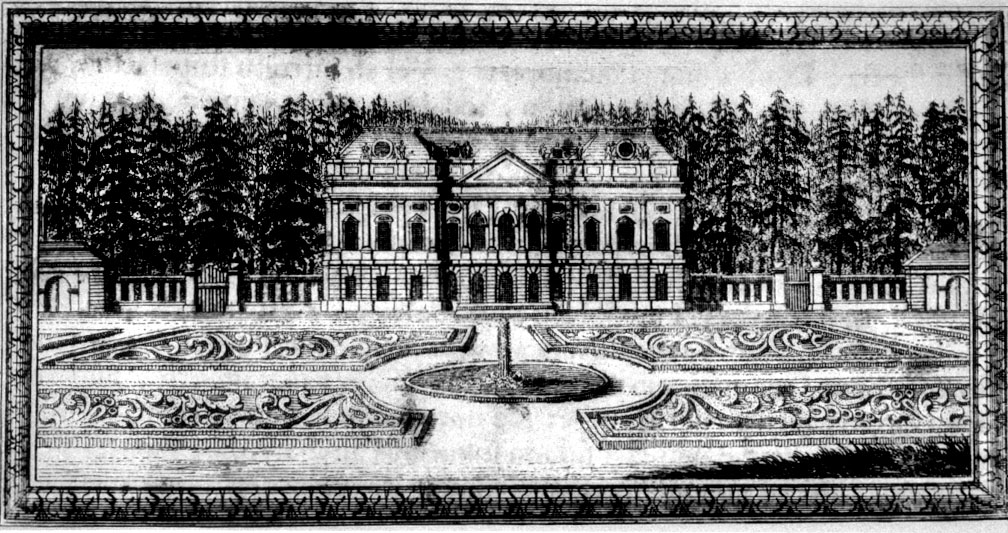
Schloss Lützenburg (das spätere Schloss Charlottenburg) um 1700
Schloss Charlottenburg, dessen Mitteltrakt der Neringbau ist
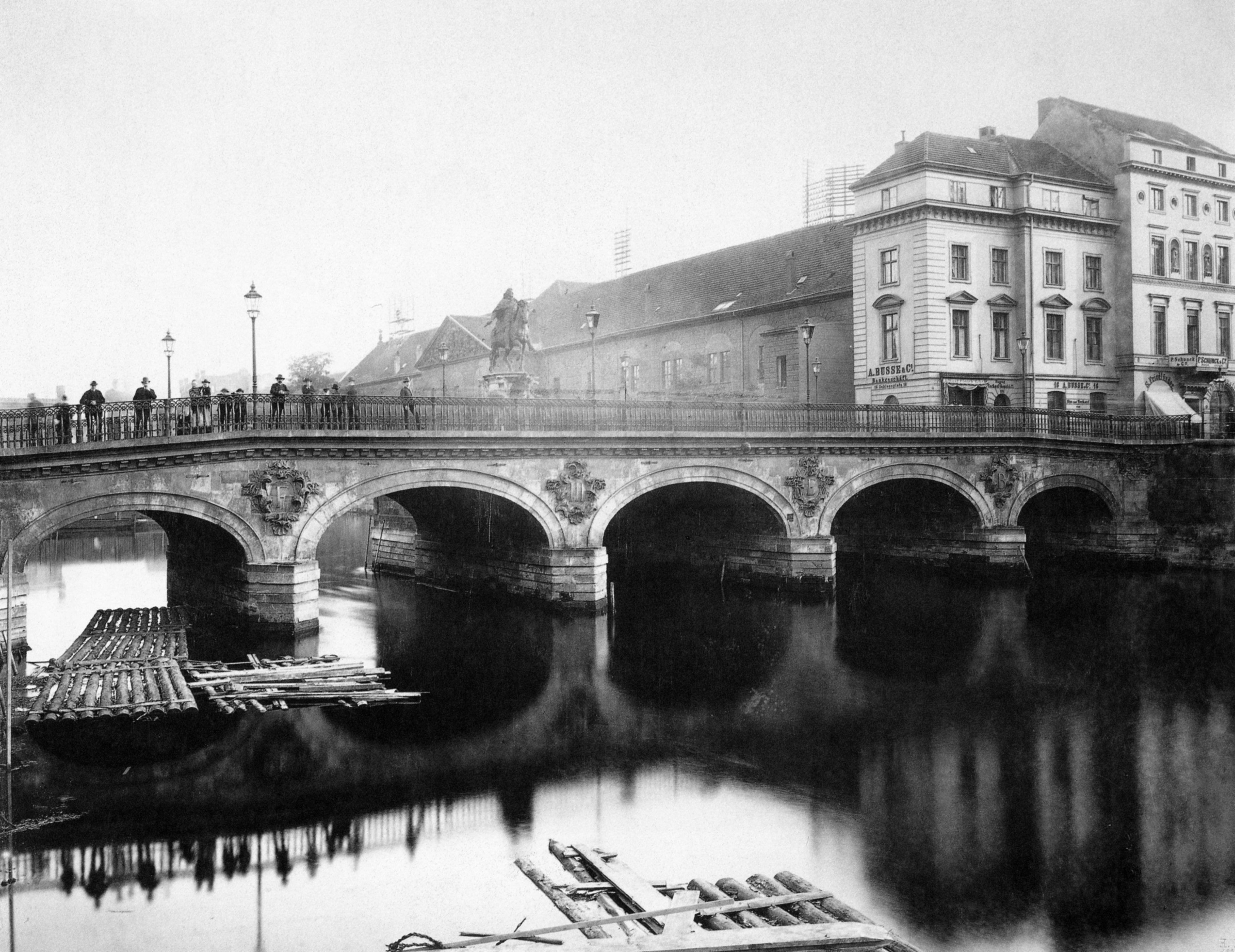
Lange Brücke von Nehring (1889)
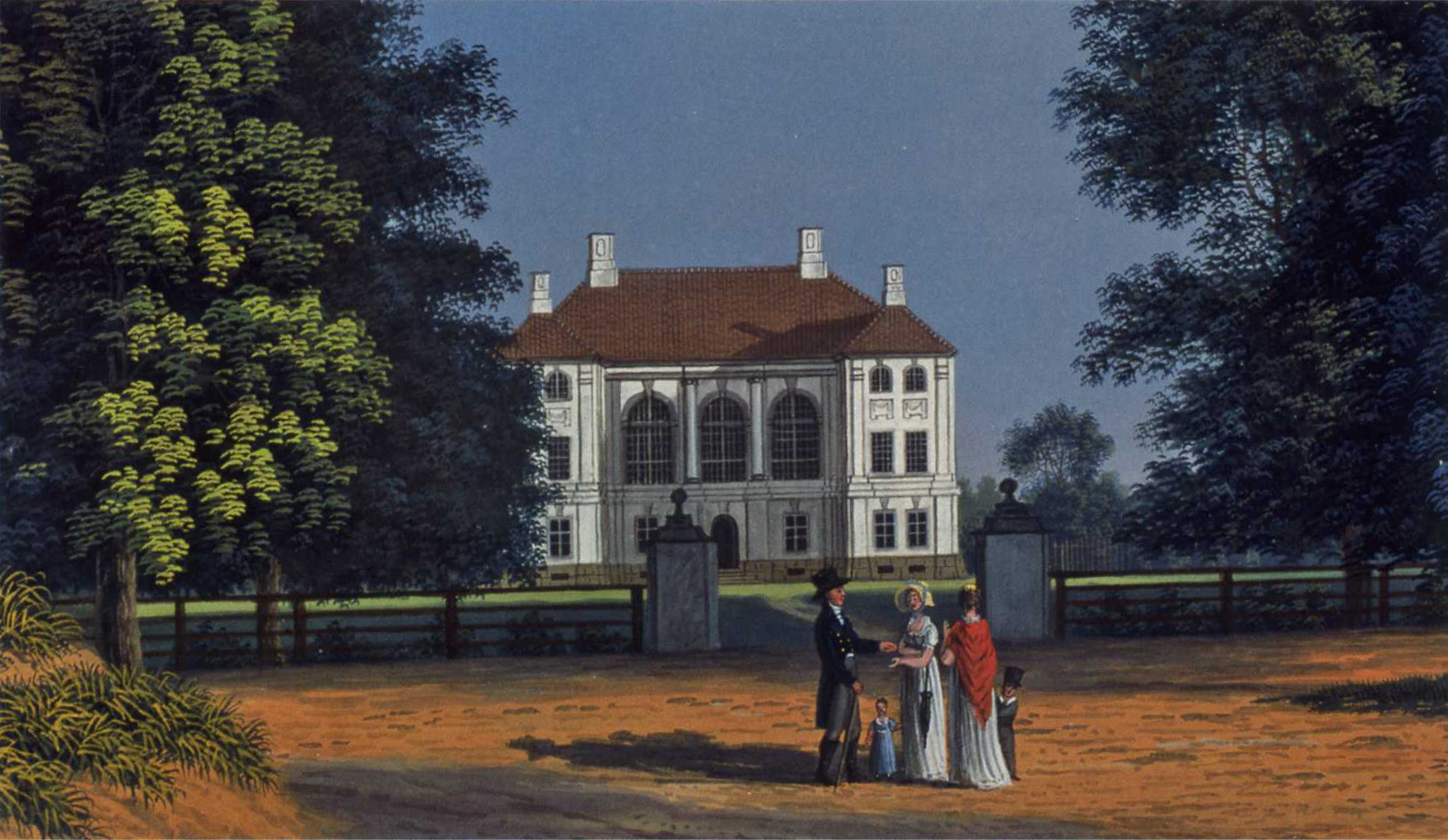
Jagdschloss Friedrichshof, Ostpreußen (um 1830)
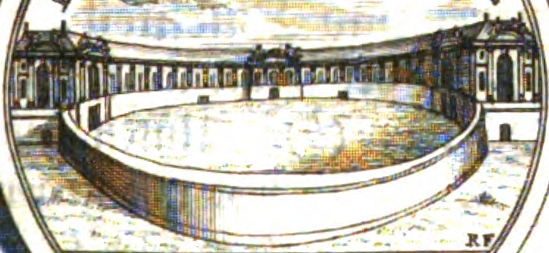
Hetzgarten (Berlin)
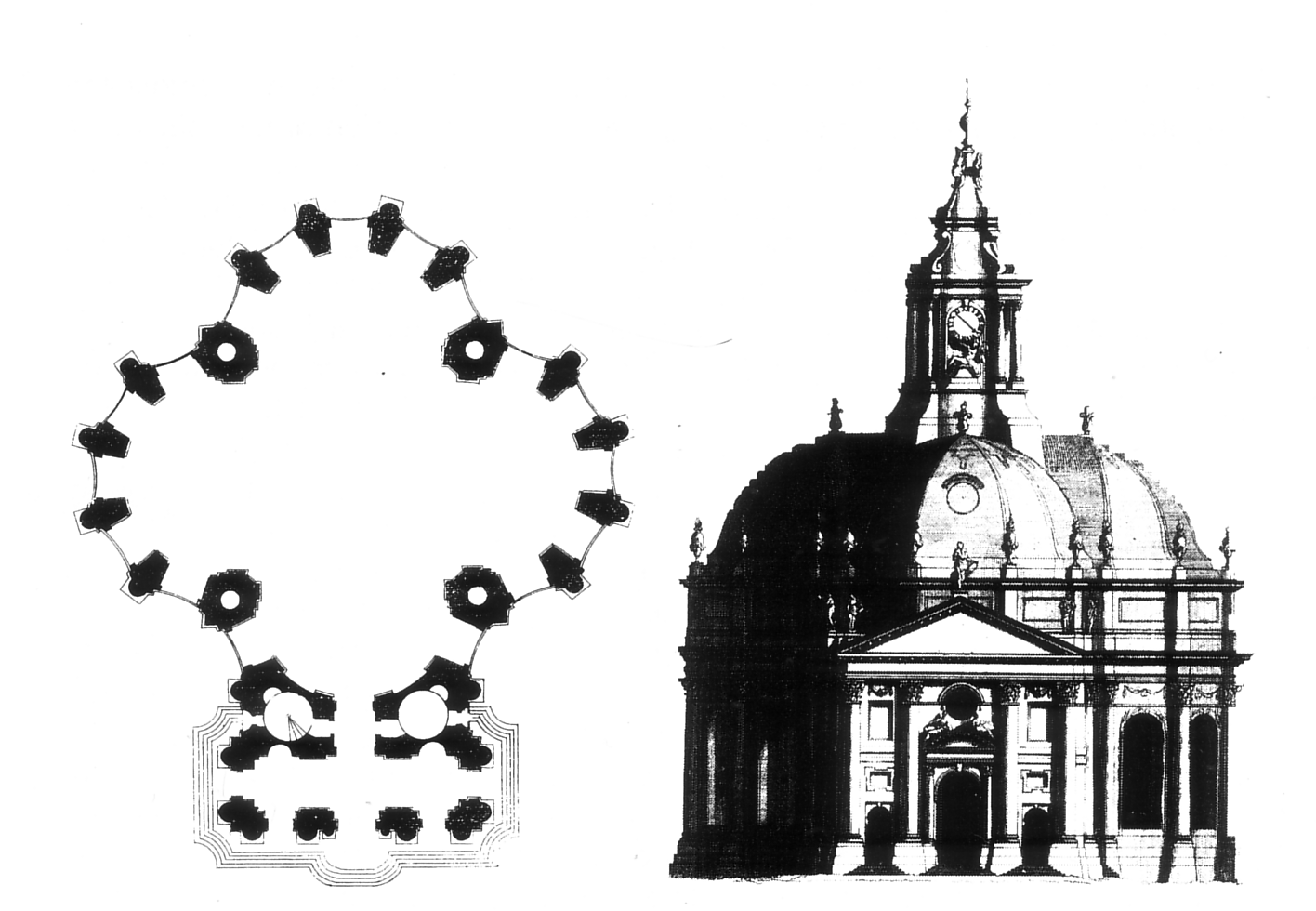
Entwurf für die Parochialkirche
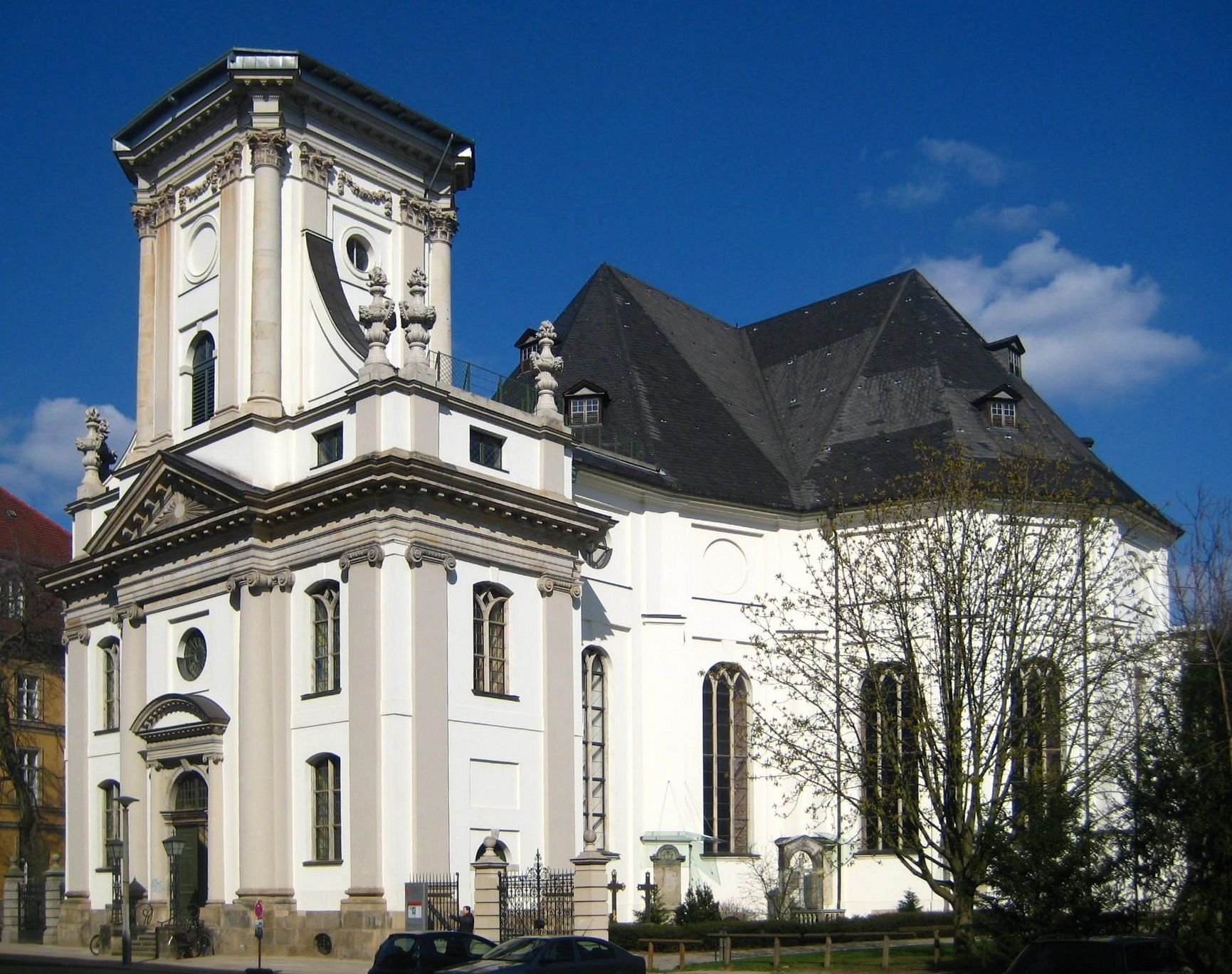
Parochialkirche